# Центральний район (Дніпро)
Центральний район — найменший з восьми районів міста Дніпра. Розташований на правому березі річки Дніпра. Площа Центрального району становить 10,403 км². Заснований у 1932 році.
Займає західну частину центра Дніпра, зокрема місцевості колишньої катеринославської Фабрики, та прилеглі до проспектів Лесі Українки й Олександра Поля.
У районі розташовані: Дніпропетровська обласна рада, Дніпропетровська обласна державна адміністрація, Дніпровська міська рада, Дніпровський річковий порт, Дніпровський річковий вокзал, залізничний вокзал Дніпро-Головний, станція метро «Вокзальна», Дніпровський автовокзал, Дніпровський академічний театр драми і комедії, Дніпровський театр опери та балету, головний базар — Озерка, центральний парк Лазаря Глоби, стадіон Дніпро-Арена.

## Історія
У травні 1932 року був створений Центральний Нагірний район. 1934 року, після загибелі С. М. Кірова, його перейменовано в Кіровський. У 1936 році з району виділено Жовтневий район, що займав території східного пагорба міста.
Згодом від Кіровського району виділили ще Бабушкінський район, на честь революціонера Бабушкіна, що кілька років працював у Катеринославі.
26 листопада 2015 року розпорядженням в.о. міського голови у рамках декомунізації перейменований на Центральний.

## Населення

### Мовний склад
Рідна мова населення за даними перепису 2001 року:
| Мова       | Чисельність, осіб | Доля     |
| ---------- | ----------------- | -------- |
| Українська | 26 332            | 37,03 %  |
| Російська  | 43 988            | 61,85 %  |
| Інше       | 795               | 1,12 %   |
| Разом      | 71 115            | 100,00 % |

## Вулиці
Проспекти: Пилипа Орлика, Олександра Поля, Лесі Українки, Дмитра Яворницького.
Площі: Старомостова площа, Вокзальна площа.
Вулиці: Володимира Антоновича, 128-ї Бригади Тероборони, Князя Ярослава Мудрого, Княгині Ольги, Пастера, Сергія Подолинського, Миколи Руденка, Юрія Савченка, Січеславська набережна, Олександра Щербакова, Лазаря Глоби, Степана Бандери.